# Un complot de saltimbanques
Un complot de saltimbanques est un roman de l'écrivain égyptien francophone Albert Cossery paru en 1975 aux éditions Robert-Laffont.

## Résumé
Teymour revient dans sa ville natale, sur les bords du Nil, après six années d'oisiveté en Occident pour l'obtention d'un diplôme d'ingénieur-chimiste – sur injonction de son riche père, rentier – finalement acheté juste avant son retour au pays. Teymour, méprise le travail et son assujetissement, refuse le poste d'ingénieur dans l'usine à sucre voisine que son père avait obtenu pour lui, mais il s'ennuit dans cette ville provinciale et peu ouverte d'esprit. Il retrouve d'anciens amis, dont Medhat (devenu père d'une famille d'adoption) et le comédien à succès Imtaz, et assiste à leurs actions dérisoires et subversives qui mettent en émoi le gouvernement local ainsi qu'Hillali, le chef de la police.

## Réception critique
Lors de sa parution en 1975, Christian Dedet dans la revue Esprit considère que le roman d'Albert Cossery repose sur un « contexte d'absurde et de logique implacable » d'où se « dégage une atmosphère puissante » dans laquelle « la misère des misérables paraît plus supportable que l'abjection des puissants » et comme dans tous les livres de cet « auteur important » « témoigne dans l'Égypte loqueuteuse d'une anti-morale coruscante et forte ».

## Adaptation
Le roman a été adapté au cinéma en 1996 par Jean Labib dans un film homonyme avec Jean Yanne, Édouard Baer, Samuel Labib et Béatrice Dalle dans les rôles principaux. Présenté le 22 avril 1998 lors du Festival d'été de Deauville-Trouville, le film reste à ce jour inédit en salle.

## Éditions et traductions
- Éditions Robert-Laffont, 1975
- Éditions Jean-Cyrille Godefroy, 1981  (ISBN 2-86553-002-7)
- Éditions Le Terrain vague, 1991  (ISBN 2-85208-145-8)
- Éditions Joëlle Losfeld, coll. « Arcanes », 1993  (ISBN 9782909906102), rééd. 1999 et 2013  (ISBN 978-2-84-412034-2), 200 p.[4]
- Œuvres complètes I, éditions Joëlle Losfeld, 2005,  (ISBN 978-2-07-078990-0)
- (pt) Uma Conjura de Saltimbancos, trad. Ernesto Sampaio, éd. Antígona, 2001  (ISBN 972-608-137-8), 252 p.[5]
- (en) A Splendid Conspiracy, trad. Alyson Waters, New Directions Publishing, 2010  (ISBN 978-0-8112-1779-8), 216 p.